# ديبي دان
ديبي دان (بالإنجليزية: Debbie Dunn)‏ هي عداءة سريعة أمريكية، ولدت في 26 مارس 1978 في جامايكا.

## وصلات خارجية
- ديبي دان على موقع الاتحاد الدولي لألعاب القوى (الإنجليزية)
- ديبي دان على موقع الدوري الماسي (الإنجليزية)